# Sergueï Méniaïlo
Sergueï Ivanovitch Méniaïlo (en russe : Сергей Иванович Меняйло, né le 22 août 1960 à Alaguir, alors en URSS) est un commandant militaire soviétique puis russe, ancien commandant adjoint de la Flotte de la mer Noire.
Il a le grade militaire de vice-amiral et le grade civil de conseiller d'État effectif de la fédération de Russie de 1re classe.

## Biographie
De 2004 à 2009 il est le commandant de la base navale de Novorossiïsk.
Le 14 avril 2014, il est nommé par le président Vladimir Poutine, gouverneur de la ville fédérale de Sébastopol à la suite du rattachement de facto de la Crimée à la Russie. Il remplace le gouverneur intérimaire Alexeï Tchali.
Méniaïlo démissionne de son poste de gouverneur de Sébastopol en juillet 2016 et est nommé représentant plénipotentiaire du président dans le district fédéral sibérien en remplacement de Nikolaï Rogojkine (ru). 
Le 9 avril 2021, il est nommé par le président Poutine comme chef par intérim de la république d'Ossétie du Nord-Alanie, avant d'être confirmé à ce poste par le parlement de celle-ci le 19 septembre suivant.